# Immanuel Velikovsky
Immanuel Velikovsky est un psychiatre et écrivain russe (né à Vitebsk, Empire russe, le 10 juin 1895 (22 juin dans le calendrier grégorien) et mort à Princeton, États-Unis, le 17 novembre 1979). Après des études de médecine (en partie suivies à Montpellier), il exerce à Moscou. Puis il émigre en Palestine, où il vit jusqu'en 1939 avant de s'établir à Princeton ; il y meurt en 1979.
Il est l'auteur d'un best seller Mondes en collision (Worlds in Collision), paru en 1950, en opposition avec les connaissances scientifiques établies et qui a provoqué son ostracisme de la communauté scientifique. Il y fait l'hypothèse d'une comète errante ayant provoqué divers cataclysmes sur Terre il y a 3500 ans, et pouvant expliquer des épisodes mythologiques ou miracles bibliques comme le passage de la mer Rouge. Carl Sagan évoque cette "Affaire Velikosky" dans sa série Cosmos comme exemple de théorie pouvant être réfutée scientifiquement de manière objective, sans provoquer forcément de rejet immédiat et sans examen.

## Biographie
Il naît en Russie en 1895 dans une famille aisée d'origine Juive. Après des études de médecine à Montpellier, Édimbourg, Moscou et Berlin, il s'installe à Berlin en 1921. Il y dirige la revue scientifique Scripta Universitatis Atque Bibliothecae Hierosolymitanarum sous l'égide de l'Université hébraïque de Jérusalem, avec la collaboration d'Albert Einstein pour la section mathématiques-physique.
En 1924, il s'établit en Palestine mandataire jusqu'en 1939, où il exerce la médecine et la psychiatrie à l'hôpital du Mont Carmel à Haïfa. Il continue à se former à la psychanalyse en Europe dans les années 1930, notamment à Zurich et à Vienne avec un élève de Sigmund Freud. Ses recherches portent sur la psychiatrie et il publie des articles dans des revues spécialisées. Il émet notamment l'hypothèse que l'épilepsie pourrait être visualisée dans des encéphalogrammes.
Ses travaux, en tant que psychiatre, portent sur le phénomène de l'amnésie collective[réf. nécessaire].

## Sa théorie

### Les prémices de sa théorie
Durant ses études et un séjour à Vienne, il assiste au débat entre Sigmund Freud et Karl Abraham au sujet des ressemblances entre l'Œdipe légendaire et le pharaon Akhénaton historique. Durant son séjour en Palestine, il écrit Œdipe et Akhnaton, qui identifie un même personnage sous les deux noms. Il émigre alors à New York en vue de la publication du livre ; mais ses éditeurs le pressent de faire passer en priorité les textes sur l'astronomie. Œdipe et Akhnaton sera donc retardé tandis que les thèses astronomiques rencontrent un grand succès populaire et déclenchent le conflit déploré par Carl Sagan.

### Mondes en collision
En 1940, Immanuel Velikovsky compare les chronologies des civilisations égyptienne et hébraïque. Ces deux civilisations contemporaines lui semblent en effet avoir peu d'événements en commun. Il décide de prendre comme point de repère l'Exode, et s'attache à retrouver cet évènement dans l'histoire de ces deux civilisations.
Celui-ci ne doit pas passer inaperçu : l'Égypte est dévastée. Le peuple hébreu, réduit en esclavage, en profite pour s'enfuir ; il croise un autre peuple, en route vers l'Égypte, qu'il envahit et asservit, lui imposant une chape d'obscurantisme et d'oppression de plusieurs siècles.
La version originale de son livre Le Désordre des siècles paraît en 1952 : il s'agit d'une critique de la chronologie officielle, il y aurait un décalage de sept siècles entre les événements relatés dans chacune des deux chronologies.
Allant plus loin dans sa démonstration, l'Exode serait selon lui la conséquence d'une catastrophe planétaire, dont les traces se retrouveraient dans toutes les civilisations : la Chine (dynastie des Yao), la Polynésie, chez les Indiens d'Amérique du Nord comme du Sud, les peuplades du nord de l'Europe, les Celtes, en Inde et chez les aborigènes d'Australie. Il démontrerait ainsi l'universalité du cataclysme.
Immanuel Velikovsky développe cette théorie dans son livre Mondes en collision (Worlds in Collision), paru en 1950. Les grands bouleversements cosmiques qui ont affecté la Terre expliqueraient nombre d'évènements comme l'extinction brutale d'espèces entières pourtant adaptées à leur milieu (comme le mammouth).

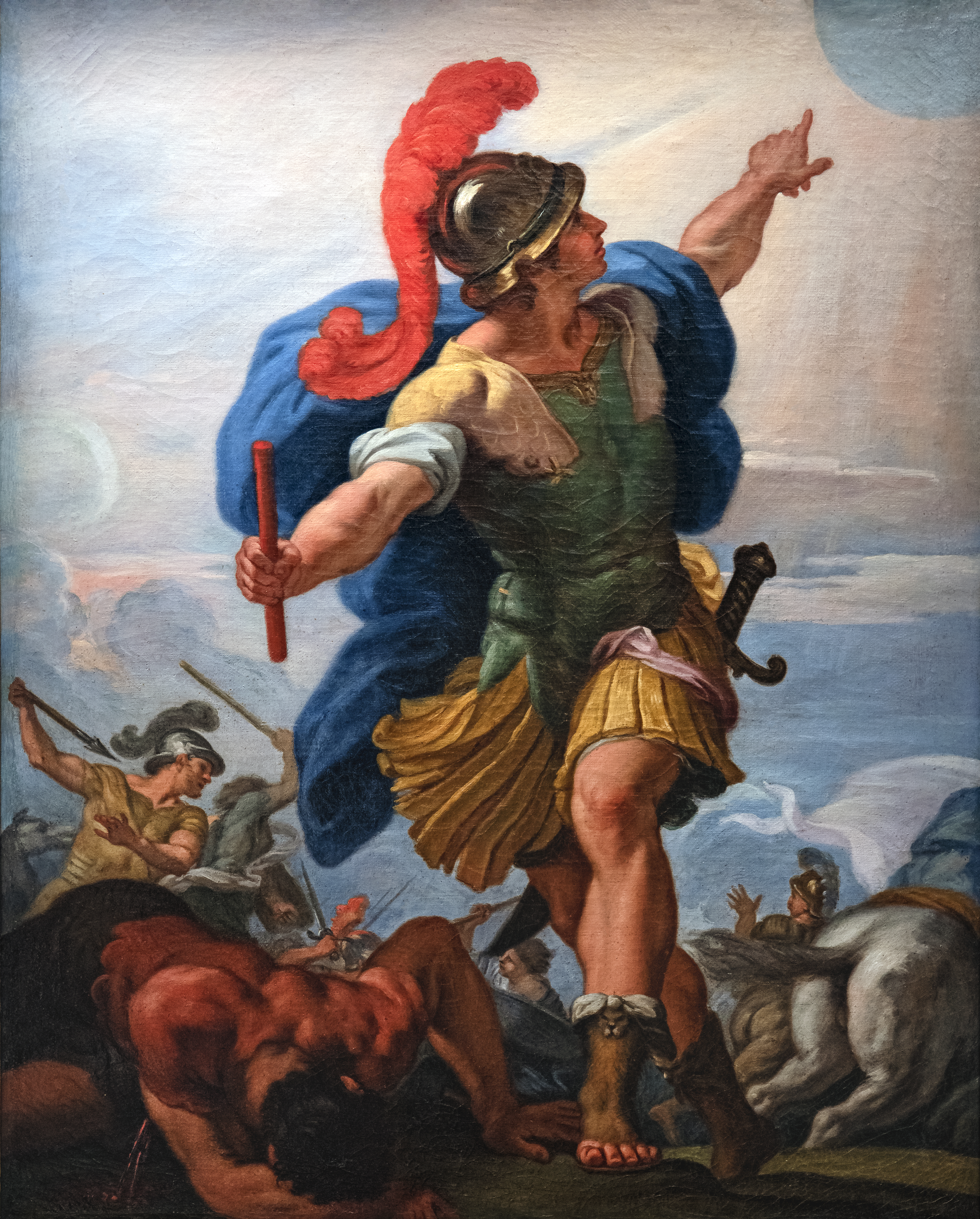
Josué arrêtant le Soleil dans les cieux.

En particulier, il imagine qu'un corps de la taille d'une planète, qu'il appelle « comète », a été, voici 3 500 ans, expulsé du système de Jupiter vers les planètes intérieures. Les errances de cette « comète » expliquent, selon lui, l'ouverture de la mer Rouge devant Moïse, ou encore la suspension de la rotation de la Terre demandée en prière par Josué. Après maintes divagations, cette « comète » aurait fini par trouver une orbite stable et serait devenue la planète Vénus. Il faut remarquer que la masse de Vénus n'a rien à voir avec celle d'une comète : il s'en faut d'un facteur un milliard. D'autre part, son orbite est presque circulaire, et seul un miracle pourrait transformer une orbite cométaire très excentrique en orbite circulaire.
Ce livre a été sujet à maintes critiques, parmi lesquelles :

« des thèses totalement ridicules […] et qui ne respectent aucune loi physique »

— Bulletin of the Atomic Scientist, 1964.
Cette théorie, largement impossible en dépit de quelques arguments (notamment le fait que les astronomes babyloniens établirent plusieurs calendriers successifs différents et que seul le dernier corresponde à notre configuration du ciel, Vénus comprise), lui vaut les foudres de certains scientifiques. Victime d'un ostracisme généralisé durant les années cinquante et soixante, il connaîtra un certain retour en grâce dans les quelques années précédant son décès de par les découvertes des astronomes.
Malgré l'absence manifeste de base physique à sa théorie, plusieurs idées émises par Velikovsky en 1950 sont aujourd'hui acceptées par la science : notamment l'importance des phénomènes catastrophiques dans l'histoire et l'évolution (par exemple, la disparition des dinosaures). Contrairement à ce qu'en disent les éditions récentes de Velikovsky, ces idées n'ont rien d'original, le catastrophisme par exemple est d'origine très ancienne.
Par ailleurs, certaines sources de Velikovsky sont aujourd'hui démontrées sans valeur. Les "tablettes d'Amizadouga" indiquent une révolution synodique globale de Vénus, identique à celle d'aujourd'hui, et ne sont que des copies erronées, et postérieures d'un millénaire aux tablettes d'Ammisaduqa originales. Quant à Abraham Rockenbach, qui prétendait s'être fondé sur les sources les plus sûres et les plus anciennes, c'était un charlatan qui avait recopié sans discernement toutes les histoires de comètes qu'il avait pu trouver chez Conrad Lycosthenes, en inventant ce qui manquait.

Au sujet de Velikovsky et celui de son bannissement de la communauté scientifique, le célèbre astronome Carl Sagan, qui fut l'un de ses principaux contradicteurs, dans le quatrième épisode de sa série Cosmos, aura les mots suivants : 

« Le plus navrant dans l'affaire Velikovsky n'est pas que ses idées aient été fantaisistes, discutables ou manifestement contraires aux faits. C'est que certains scientifiques aient essayé de le censurer. Si la mise à l'index d'idées dérangeantes est courante en religion ou en politique, ce n'est pas le chemin vers la connaissance et ce genre de pratique est indigne de la véritable science. Nous ne savons pas a priori d'où les prochaines découvertes fondamentales au sujet du système solaire proviendront et l'histoire montre clairement qu'à différentes époques, les idées les mieux acceptées ont souvent été fausses — et que les conceptions les plus révolutionnaires peuvent provenir de n'importe où. »

Velikovsky remercie dans son œuvre Albert Einstein pour sa contribution. Ce dernier l'a beaucoup aidé, ils ont discuté jusqu'aux derniers jours d'Einstein, afin de débattre et de faire avancer les théories de Velikovsky. Cependant, Einstein a toujours rejeté l'aspect physique de ces théories, et notamment l'hypothèse que l'électromagnétisme pourrait agir sur la trajectoire des planètes, en plus de la gravitation, nécessaire pour expliquer la trajectoire erratique de la "comète", et sa circularisation en orbite de Vénus. Einstein explique que la gravitation seule explique la trajectoire des objets célestes avec le plus haut degré de précision, sans place pour une autre force : 

« Face à des connaissances aussi précises, des spéculations comme les vôtres ne peuvent être prises en considération par des experts »

— Lettre d'Einstein à Velinovsky, 22 mai 1954

## Œuvres
- Mondes en collision (Worlds in Collision) (1950), Éd. le jardin des livres, 2004.
- Le Désordre des siècles (Ages in Chaos) (1952), Éd. le Jardin des Livres, 2006.
- Les Grands Bouleversements terrestres (Earth in Upheaveal) (1955), éditions Stock 1982 ; rééd. le Jardin des Livres, 2005.
- Œdipe et Akhénaton (Oedipus and Akhnaton) (1960), Éd. Robert Laffont, coll. « Les Énigmes de l'univers », 1999.
- Peoples of the Sea 1977 (Book club associates)
- Ramses II and his Time 1978 (Doubleday)

### Œuvres en ligne
- The Velikovsky Archive — Ensemble de travaux, y compris des manuscrits inédits, des enregistrements de conférences et un documentaire de 1972 de la Canadian Broadcasting Corporation

#### Bases de données et dictionnaires
- Ressources relatives à la littérature :   - The Encyclopedia of Science Fiction
  - Internet Speculative Fiction Database
- Notices dans des dictionnaires ou encyclopédies généralistes :   - Britannica
  - Gran Enciclopèdia Catalana
  - Nationalencyklopedin
  - Store norske leksikon
- Notices d'autorité :   - VIAF
  - ISNI
  - BnF (données)
  - IdRef
  - LCCN
  - GND
  - Japon
  - CiNii
  - Espagne
  - Belgique
  - Pays-Bas
  - Pologne
  - Israël
  - NUKAT
  - Norvège
  - Tchéquie
  - Lettonie
  - WorldCat